# Gratis versus liber

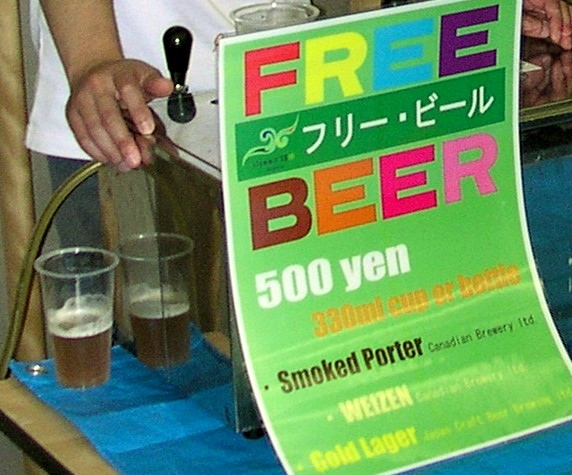
vândută cu 500 yeni la Isummit 2008. Asta contrazice definiția obișnuită, dar ilustrează sensul distribuirii sub licența CC BY-SA: „liber ca în libertate”

În limba engleză adjectivul free are două sensuri diferite: „fără costuri monetare” (gratis) sau „cu restricție mică sau fără restricții” (liber). Această ambiguitate poate cauza probleme în care distincția este importantă, așa cum apare deseori în legile referitoare la utilizarea informațiilor, cum ar fi drepturile de autor și brevetele de invenție.
Termenii gratis și liber pot fi folosiți pentru a clasifica proprietatea intelectuală, cum ar fi programele de calculator, în conformitate cu licențele⁠(d) și restricțiile legale care le protejează, în special în mișcarea pentru software liber și cu sursă deschisă⁠(d), precum și în mișcarea pentru cultură liberă⁠(d). Acești termeni sunt folosiți pentru a distinge „freeware” (software gratuit) de software liber.
Susținătorul software-ului liber și fondatorul GNU Richard Stallman afirmă utilizarea sloganului: „Gândește liber ca în libertatea de exprimare, nu ca în bere gratuită.

## Gratis
Gratis, preluat din diferitele limbi romanice și germanice, provine din forma pluralului ablativ și dativ din prima declinare a substantivului latin gratia și înseamnă „gratuit”, în sensul că unele bunuri sau servicii sunt furnizate fără a fi nevoie de a fi plătite, chiar dacă au valoare.

## Liber
Liber, preluat din diferitele limbi romanice, provine din cuvântul latin liber, originea sa fiind strâns legată de libertate. Ea exprimă „starea de a fi liber”, „a avea libertate”.

## Deosebirea între „bere gratuită” și „libertatea de exprimare”
În dezvoltarea de software, unde costul marginal al unei unități suplimentare este zero, se obișnuiește ca dezvoltatorii să pună la dispoziție software-ul gratuit. Una dintre formele timpurii și de bază ale acestui model se numește freeware. Aceste software sunt licențiate numai pentru uz personal, iar dezvoltatorul nu primește nicio plată în bani. Odată cu apariția mișcării pentru software liber, schemele de licențe au fost create pentru a da dezvoltatorilor mai multă libertate în ceea ce privește partajarea codului, numit de obicei software cu sursă deschisă sau program liber cu sursă deschisă (FLOSS, FOSS sau F/OSS). Mulți din mișcarea pentru software liber cred cu tărie despre „libertatea” de a utiliza software-ul, de a face modificări etc., indiferent dacă acest software care poate fi utilizat în mod liber urmează să fie sau nu distribuit contra cost. Prin urmare, această distincție a devenit importantă.
„"Free software" means software that respects users' freedom and community. Roughly, it means that the users have the freedom to run, copy, distribute, study, change and improve the software. Thus, "free software" is a matter of liberty, not price. To understand the concept, you should think of "free" as in "free speech," not as in "free beer". We sometimes call it "libre software," [...] to show we do not mean the software is gratis. ”—The Free Software Foundation
În română „Software liber” înseamnă software care respectă libertatea și comunitatea utilizatorilor. Aproximativ, înseamnă că utilizatorii au libertatea de a rula, copia, distribui, studia, schimba și îmbunătăți software-ul. Astfel, „software-ul liber” este o chestiune de libertate, nu de preț. Pentru a înțelege conceptul, ar trebui să vă gândiți la „liber” ca la „libertatea de exprimare”, nu ca la „bere gratuită”. Uneori îl numim „software liber”, [...] pentru a arăta că nu înseamnă că software-ul este gratuit.

## Folosirea în publicațiile academice cu acces deschis
Pentru a reflecta diferențele din lumea reală în ceea ce privește gradul de acces deschis, distincția dintre accesul deschis gratuit și accesul deschis liber a fost tratată în 2006 de Peter Suber și Stevan Harnad, doi dintre realizatorii definiției originale din Inițiativa pentru Acces Deschis de la Budapesta⁠(d) a publicării cu acces deschis. Accesul liber gratuit se referă la accesul online gratuit (pe care Wikipedia îl indică prin pictograma ), iar accesul liber deschis se referă la accesul online gratuit plus unele drepturi suplimentare de reutilizare (pictograma Wikipedia ). Accesul liber deschis este echivalent cu definiția accesului deschis din Inițiativa pentru Acces Deschis de la Budapesta, Declarația Bethesda privind publicarea cu acces deschis⁠(d) și Declarația de la Berlin privind accesul deschis la cunoaștere în științe și științe umaniste⁠(d). Drepturile de reutilizare ale accesului deschis liber sunt adesea specificate de diferite licențe Creative Commons; acestea aproape toate necesită atribuirea⁠(d) la autorii originali.

### Comparație privind folosirea în software
Distincția originală gratis/liber se referă la software (adică cod), cu ajutorul căruia utilizatorii pot face două lucruri 1. accesul și utilizarea acestuia; și 2. modificarea și reutilizarea sa⁠(d). „Gratis” se referă la dreptul de a accesa și să utiliza codul, fără a fi limitat de preț, în timp ce „liber” se referă la dreptul de a modifica și să reutiliza codul, fără o limitare a permisiunii. Totuși, obiectivul mișcării acces deschis nu este doar software-ul, ci și textele cu evaluare colegială publicate în articolele de cercetare.
1. Accesibilitatea la codul sursă și folosire Pentru articolele de cercetare publicate, argumentul pentru a face accesibil tuturor textul lor online (gratis) este chiar mai puternic decât este pentru codul software, deoarece în cazul software-ului, unii dezvoltatori ar putea dori să-și dea codul gratuit, în timp ce alții ar putea dori să-l vândă, în timp ce în cazul textelor articolelor de cercetare publicate, toți autorii lor, fără excepție, le oferă gratuit: nimeni nu caută sau primește redevențe sau comisioane din vânzarea lor.[10] Dimpotrivă, orice refuz al accesului potențialilor utilizatori înseamnă pierderea impactului potențial al cercetării (descărcări, citări) pentru cercetarea autorului, iar angajarea, salariul, promovarea și finanțarea cercetătorilor-autori depind parțial de impactul cercetării lor.
2. Modificarea și reutilizarea codului. Pentru articolele de cercetare publicate, permisiunea de modificare și reutilizare a textului este mult mai slabă decât pentru codul software, deoarece, spre deosebire de software, textul unui articol de cercetare nu este destinat modificării și reutilizării. (Prin contrast, conținutul articolelor de cercetare este și a fost întotdeauna destinat modificării și reutilizării — așa progresează cercetarea.) Odată publicate, cât timp autorul și sursa publicată sunt citate, nu există bariere puse de drepturi de autor pentru modificarea, dezvoltarea și reutilizarea ideilor și constatărilor autorului, dar modificările aduse textului publicat sunt o altă problemă. În afară de citarea textuală, autorii științifici nu sunt, în general, interesați să permită altor autori să creeze povești din textele lor. Cercetătorii autori sunt cu toții bucuroși să-și pună la dispoziție textele pentru indexare și căutare pe web, precum și pentru extragerea de cunoștințe din date, dar nu pentru reutilizarea în formă modificată (fără permisiunea autorului).